# 手部模特兒
手部模特兒（英語：Hand model），一般簡稱作手模，指用手从事艺术、时尚、产品或廣告拍摄的模特兒。當商品需要近鏡拍攝到有人用手拿起其產品時，擁有一雙漂亮的手的模特兒就發揮其作用。手模在中国被看成是一种小众职业：仅2006年，中国职业手模的收入就已经达到了一天3000元人民币。擔任手模的模特兒，其手不可以有疤痕、暗瘡、傷斑或色斑等會令受眾從產品演示分心的特徵。由於女性的一雙手一般較為纖長，加上對護膚、護手產品的認識，能令她們的手看不見汗腺或皺紋，令女性在手模的路上更為吃香。不過手模也不完全是女性的天下：手模并不只是女性职业，也出现了男性手模。

## 繪手藝術
繪手藝術是一種把化妝品或塗料塗在手上，使其看起來像動物或其他物體的藝術。一些繪手藝術家，例如：Guido Daniele，會透過视觉陷阱（trompe-l'œil）的應用來將野生動物的影像塗在人類的一雙手上，就好像錯視畫那樣。繪手藝術家因此經常與手模緊密合作，在他們光潔無瑕的一雙手上繪上動物影像。

## 外部連結
- [手模背後的臉孔].   [2021-01-15]. （原始内容存档于2021-01-28） （英语）.